# Lapis silex
Il Lapis silex era il simbolo di Giove Feretrio conservato nell'omonimo tempio, il primo tempio costruito a Roma per volere di Romolo.

## Descrizione
Il Lapis silex probabilmente era  un'ascia preistorica che rappresentava la materializzazione di un fulmine, e con la quale si effettuava il sacrificio di una scrofa al termine della ovatio (dopo aver percorso in processione la Via Sacra, dalla Velia fino al Campidoglio, al di fuori del pomerium).
In seguito l'utilizzo del Lapis divenne prerogativa del collegio sacerdotale dei Feziali, che lo utilizzavano per i riti sacrificali con i quali si suggellavano le alleanze.